# Premuda (cacciatorpediniere)
Il Premuda è stato un cacciatorpediniere della Regia Marina, in precedenza denominato Dubrovnik sotto la Marina jugoslava.

## Storia

### Il servizio nella Marina jugoslava
La nave venne commissionata dalla Marina jugoslava ai cantieri Yarrow di Glasgow. Gli jugoslavi richiesero una nave che fosse meglio armata e più veloce rispetto alle corrispondenti unità italiane.
La sua costruzione venne iniziata il 10 giugno 1930. Varata il 12 ottobre 1931, venne consegnata al committente nel maggio del 1932. L'apparato propulsore piuttosto potente con i suoi 42000 CV consentiva un'elevata velocità.
I cannoni vennero forniti dalla cecoslovacca Škoda e la nave aveva per l'epoca un notevole armamento antiaereo.
La nave venne battezzata Dubrovnik in onore dell'omonima città della costa dalmata.
La nave ospitò a bordo re Alessandro I in occasione della sua visita di stato in Francia nel 1934. Durante questa visita il 9 ottobre il Re fu assassinato a Marsiglia e al Dubrovnik spettò il triste compito di riportarne in patria la salma.
Nel corso della seconda guerra mondiale in seguito all'invasione della Jugoslavia da parte delle potenze dell'Asse fu catturato a Cattaro dalle forze italiane il 17 aprile 1941.

## Il servizio sotto bandiera italiana
La nave fu rinominata Premuda, assumendo la denominazione dell'esploratore leggero Premuda radiato nel 1939 e così battezzato per ricordare l'impresa di Premuda, compiuta dai MAS italiani 23 anni prima durante la prima guerra mondiale. I cannoni da 84 mm furono rimossi e sostituiti con 4 mitragliere antiaeree da 37 mm; fu inoltre installata una nuova centrale di tiro.
Per la lunghezza dei lavori l'unità entrò effettivamente in servizio per la Regia Marina solo agli inizi del 1942.
Il Premuda venne utilizzato principalmente per la scorta ai convogli diretti in Nord Africa.
Alle 10:15 del 5 febbraio 1942 il cacciatorpediniere lasciò Palermo per scortare a Tripoli la motocisterna Rondine, insieme alla torpediniera Castore: il convoglio arrivò in porto senza danni alle 17 del 7 febbraio, dopo essere sfuggito ad attacchi aerei e subacquei (un sommergibile rimasto ignoto lanciò dei siluri contro la Rondine al largo di Capo San Vito, alle 13:45 del 5 febbraio).
Il 13 febbraio salpò da Tripoli per scortare a Palermo, unitamente alla torpediniera Polluce, i piroscafi Ariosto ed Atlas; l'indomani, però, il sommergibile britannico P 38 silurò l’Ariosto, che affondò spezzato in due trascinando con sé 158 uomini (tra cui 138 prigionieri inglesi) dei 410 (tra cui 294 prigionieri inglesi) a bordo: il Premuda non poté che recuperarne i superstiti.
Il 21 febbraio prese parte all'operazione di traffico «K 7» scortando, insieme ai cacciatorpediniere Strale, Zeno, Vivaldi e Malocello ed alla torpediniera Pallade, un convoglio composto dai trasporti Monginevro, Ravello ed Unione sulla rotta da Messina (da dove il convoglio partì alle 17:30 del 21) a Tripoli.

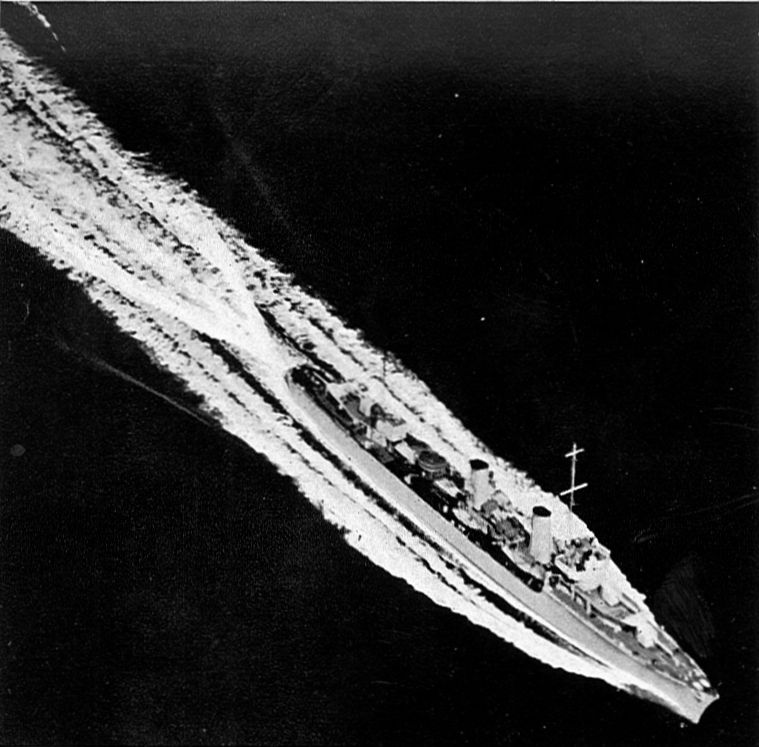
Il Dubrovnik ad alta velocità nel 1936

Il 16 marzo l'unità prese parte all'operazione «Sirio», scortando a Tripoli, insieme alla torpediniera Castore, il mercantile Assunta De Gregori; di ritorno dal tale missione scortò, con altre unità, 4 motonavi in navigazione di rientro dalla Libia.
Nel pomeriggio dell'11 maggio dello stesso anno partì da Napoli per Tripoli di scorta – insieme al cacciatorpediniere da Recco ed alle torpediniere Castore, Polluce, Pallade e Climene – ad un convoglio composto dalle moderne motonavi da carico Gino Allegri, Reginaldo Giuliani, Ravello, Agostino Bertani ed Unione e dal grosso piroscafo tedesco Reichenfels: si trattava dell'operazione di traffico «Mira», che prevedeva l'invio in Libia di 58 carri armati, 713 veicoli, 3086 tonnellate di combustibili ed olii lubrificanti, 513 uomini e 17.505 t di munizioni ed altri rifornimenti. La Giuliani fu colta da un'avaria alle pompe e dovette ripiegare su Palermo; per scortarla fu distaccato il Premuda. Il resto del convoglio giunse indenne a destinazione.

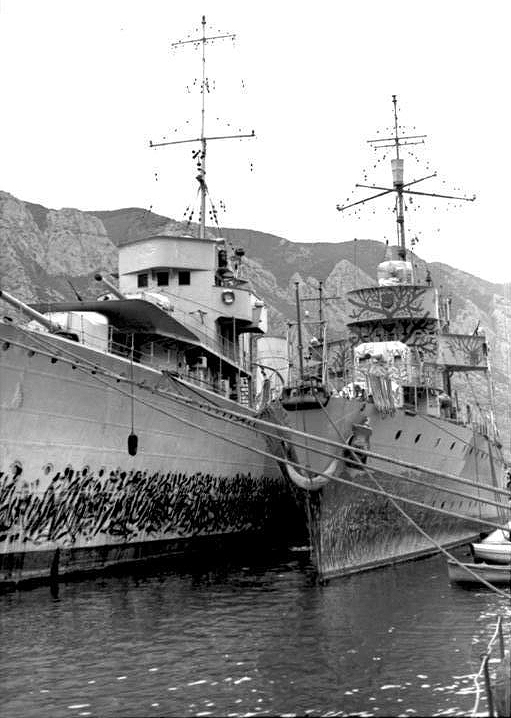
Il Premuda (a sinistra) e il Sebenico a Cattaro nel 1941, dopo la cattura da parte delle truppe italo-tedesche

L'8 giugno, nell'ambito dell'operazione di traffico «Pisa», l'unità lasciò Napoli insieme al cacciatorpediniere Usodimare per scortare a Tripoli il convoglio «U» (motonave Vettor Pisani), ma la sera dello stesso giorno l'Usodimare venne silurato ed affondato accidentalmente dal sommergibile italiano Alagi, al largo di Capo Bon. Il convoglio rientrò a Palermo.
Dal 10 al 12 giugno il Premuda, insieme alle torpediniere Circe e Cigno, scortò da Palermo a Tripoli le motonavi Sestriere e Vettor Pisani, che giunsero indenni nonostante un attacco aereo svoltosi l'11.
Alle 16:30 del 13 giugno salpò da Cagliari aggregato alla X Squadriglia Cacciatorpediniere (Ascari, Gioberti, Oriani), per attaccare – insieme alla VII Divisione incrociatori (Montecuccoli ed Eugenio di Savoia) ed alla XIV Squadriglia cacciatorpediniere (Vivaldi, Zeno, Malocello) – il convoglio britannico «Harpoon» nell'ambito della Battaglia di mezzo giugno. All'inizio del combattimento il Premuda, l’Oriani e l’Ascari (il Gioberti era rientrato per un guasto ai motori, così come lo Zeno) si trovavano in testa alla formazione, ed intorno alle 5.40 del 14 il Premuda aprì il fuoco da contro il mercantile che procedeva in testa al convoglio, la nave cisterna Kentucky; i proiettili caddero dapprima a proravia e poi molto vicino alla nave, senza però colpirla. Alle 5:42 quattro cacciatorpediniere britannici uscirono da una delle cortine di nebbia artificiale ed il Premuda iniziò a sparare contro di essi; alle 5:55 spostò il tiro contro il cacciatorpediniere HMS Ithuriel, che distava 11.000 metri, ritenendo di averlo colpito alle 6:05; la nave inglese, lievemente danneggiata in realtà non da un colpo a segno, ma da schegge di colpi caduti nelle immediate vicinanze, si ritirò coperta da altre unità con cortine fumogene. Un minuto dopo, alle 6.06, essendosi l’Ithuriel occultato dietro la cortina, il Premuda prese come bersaglio l'incrociatore leggero Cairo, che alle 6.09 fu centrato da un proiettile che, senza scoppiare, perforò lo scafo tre metri sotto la linea di galleggiamento e colpì un deposito di nafta, provocando danni non gravi. Essendosi anche il Cairo ritirato dietro una cortina fumogena, il Premuda interruppe il tiro. Alle 6.17 il Premuda, insieme con l’Oriani e l’Ascari fu inviato in soccorso al Vivaldi, immobilizzato ed in fiamme per effetto di un proiettile britannico. Alle 7.57 il Premuda prese a rimorchio il malconcio Vivaldi e, con la scorta del Malocello, lo trainò a Pantelleria dove le tre navi giunsero alle 14.30, dopo aver evitato un attacco di quattro aerosiluranti Fairey Albacore alle 9.30. In tutto il combattimento il Premuda aveva sparato 168 colpi da 140 mm.
Alla proclamazione dell'armistizio, l'8 settembre 1943, si trovava in cantiere a Genova per lavori e, impossibilitato seguire il resto della flotta a Malta, venne catturato dai tedeschi il 9 settembre 1943.

### Comandanti
Capitano di fregata Mario Bartalesi (nato a Firenze il 2 gennaio 1902) (ottobre 1941 - 30 giugno 1942)
Capitano di fregata Alessandro Mirone (nato a Catania il 12 luglio 1901) (1º luglio 1942 - 9 settembre 1943)

## L'incorporazione nella Kriegsmarine e la perdita
Incorporato nella Kriegsmarine, venne sottoposto a lavori nel corso dei quali vennero rimossi i cannoni da 140 mm, sostituiti con tre cannoni da 105 mm (gli stessi che costituivano l'armamento antiaereo degli incrociatori tedeschi Classe Hipper), e con un radar di tipo «De.Te.» sistemato nella zona poppiera, che successivamente venne tuttavia rimosso per far posto ad un quarto cannone da 105 mm ed a 28 mitragliere da 20mm Flakvierling. Furono anche rimossi i precedenti tubi lanciasiluri rimpiazzati da altri tre tubi dello stesso calibro.
Al termine dei lavori entrò in servizio il 18 giugno 1944 come Torpedoboote Ausland con la nuova denominazione di TA 32, divenendo nave ammiraglia della Xª Flottiglia di base a Genova. Fu impiegato nelle acque del Mar Ligure.
Il 18 marzo 1945 fu inviato nelle acque della Corsica insieme alle moderne torpediniere TA 24 e TA 29, anch'esse unità ex italiane della X Flottiglia (i loro nomi originali erano rispettivamente Arturo ed Eridano) per posare mine in tale area, ma la formazione fu attaccata dai cacciatorpediniere inglesi Lookout e Meteor: nel combattimento vennero affondate la TA 24 e la TA 29, mentre la TA 32, danneggiata, riuscì a ripiegare ed allontanarsi coprendosi la ritirata con cortine fumogene.
Il 24 aprile 1945, prima dell'arrivo degli Alleati, la nave fu autoaffondata dai tedeschi nel porto di Genova, lungo il molo di Ponte Andrea Doria.
Il relitto fu recuperato nel marzo 1950 e demolito a Savona.